# ボイラジ〜僕の好きなパーソナリティ〜
『ボイラジ〜僕の好きなパーソナリティ〜』（ボイラジ ぼくのすきなパーソナリティ）は、森繁拓真による日本の漫画。
『コミックフラッパー』（KADOKAWA）において、2017年7月号から2018年11月号まで連載された。声優桑原由気・中島唯によるスペシャルラジオ番組も公開されている

## あらすじ
青倉聖生は、熱心な声優杉村清乃ファンであり、仕事をさぼってまで、ラジオを聴いていた。ある日、彼女との意外な因縁が発覚する。　

## 登場人物
青倉聖生（あおくら まさき）
実家暮らしの会社員。杉村清乃ファンで、ラジオ番組も熱心に聴いている。仕事はできるが、オタク趣味を共有したがるところから、後輩からは若干ひかれている。実は清乃とは、母同士が従姉妹の親戚であり、幼少期に鹿児島の祖父宅で会っている。
杉村清乃（すぎむら きよの）
新人声優。鹿児島県出身の22歳。裕二という兄がいる。愛称は「きよのん」。アニメの脇役出演のみであり、ラジオ番組『君の知ってる杉村清乃』でメインパーソナリティを務める。幼少期に田んぼに足がはまり、そのまま置いていかれたというトラウマを持つ。原因は兄裕二と聖生であった。
新田（にった）
聖生の会社の後輩。アニメや漫画好きでが、ライトファンである。
阿出（あいで）
聖生の会社の後輩。幅広い分野に関してオタクだが、オタク談義に参加する気はない。

## 書誌情報
- 森繁拓真『ボイラジ〜僕の好きなパーソナリティ〜』 KADOKAWA〈MFコミックスフラッパーシリーズ〉、全2巻
  1. 2018年1月23日発売、ISBN 978-4-04-069632-4[3]
  2. 2018年11月21日発売、ISBN 978-4-04-069969-1[4]